# 68 (nombre)
« Soixante-huit » redirige ici. Pour l'année, voir 68.
Le nombre 68 (soixante-huit) est l'entier naturel qui suit 67 et qui précède 69.

## En mathématiques
Le nombre 68 est :
- un nombre composé deux fois brésilien car 68 = 4416 = 2233 ;
- un nombre nontotient.

## Dans d'autres domaines
Le nombre 68 est aussi :
- le mot soixante-huitard fait référence aux participants de la révolte de mai 68 ;
- le numéro atomique de l'erbium, un lanthanide ;
- le numéro de la sourate Al-Qalam dans le Coran. ;
- le n° du département français du Haut-Rhin ;
- un ensemble d'années historiques : -68, 68 ou 1968 ;
- un numéro de lignes de transport : voir Ligne 68 .
- le code ASCII de la lettre D.